# Цевеличи
Цевеличи (укр. Цевеличі) — село в Локачинской поселковой общине Владимирского района Волынской области Украины.
До 2020 года входило в Локачинский район.
Код КОАТУУ — 0722483407. Население по переписи 2001 года составляет 260 человек. Почтовый индекс — 45533. Телефонный код — 3374. Занимает площадь 1,27 км².